# Defiant Comics
Pour les articles homonymes, voir Defiant.
Defiant Comics est une maison d'édition de comics appartenant à la société Enlightened Entertainment Partners, LP. Defiant est fondée en 1993 par Jim Shooter — qui a été responsable éditorial de Marvel Comics et Valiant Comics — et disparue en 1995.

## Historique
Defiant est fondée juste après le départ de Jim Shooter de Valiant. Après avoir sans succès tenté de garder un contrôle partiel de Voyager Communications (la société mère de Valiant) Shooter fonde une nouvelle maison d'édition où travaillent des scénaristes et des dessinateurs de Valiant. Il s'allie avec The River Group pour financer Defiant.
Début 1993, Defiant annonce que son premier titre, Plasm, serait produit sous forme de cartes à échanger qui, mises ensemble dans un album, seraient le  numéro 0. Marvel Comics porte alors plainte contre Defiant, estimant que cette série porte ombrage à leur personnage Plasmer qui est une marque déposée de Marvel UK. Defiant change alors le titre de sa série en Warriors of Plasm mais Marvel n'abandonne pas. Le jugement de la cour est finalement en faveur de Defiant mais les coûts du procès, qui dépassent les 300 000 $, ont raison des finances de Defiant qui met la clé sous la porte à l'été 1995.

## Prévisions
Shooter avait à l'origine prévu un crossover réunissant toutes les séries et les personnages de Defiant comme il l'avait déjà fait chez Valiant. Seuls deux épisodes furent publiés avant que la compagnie cesse toute activité.

## Titres
- Dark Dominion
- The Good Guys
- Warriors of Plasm

- Charlemagne
- Dogs of War
- Prudence & Caution
- War Dancer

### One-shots
- The Birth of The Defiant Universe
- Glory
- Great Grimmax
- The Origin of The Defiant Universe
- Splatterball

### Roman graphique
- Warriors of Plasm – Home For the Holidays